# Sh2-111
Sh2-111 est une nébuleuse en émission visible dans la constellation du Cygne.
Elle est située dans la partie orientale de la constellation, à environ 1° au nord-est de l'étoile μ Cygni. La période la plus appropriée pour son observation dans le ciel du soir se situe entre les mois de juillet et décembre et est facilitée par les régions situées dans l'hémisphère nord terrestre. Son observation n'est possible qu'à l'aide de filtres spéciaux et de longues expositions.
C'est un filament en forme d'arc de gaz interstellaire situé à haute latitude galactique. Son apparence et sa position suggèrent qu'il pourrait s'agir d'un objet relativement proche, semblable aux faibles amas nébuleux des nébuleuses à flux intégré ou à d'autres nuages à des latitudes galactiques élevées, tels que Sh2-122. Cependant, il n'y a aucune référence significative à cette nébuleuse dans les études scientifiques au-delà du simple catalogage.